# Oxprenolol
Oxprenolol (Handelsnamen: Trasacor, Trasicor, Coretal, Laracor, Slow-Pren, Captol, Corbeton, Slow-Trasicor, Tevacor, Trasitensin, Trasidex) is een aspecifieke bètablokker. Het kan worden gebruikt voor de behandeling van angina pectoris, hoge bloeddruk en hartritmestoornissen.
Oxprenolol is een lipofiele bètablokker die de bloed-hersenbarrière makkelijker kan passeren dan in water oplosbare bètablokkers. Hierdoor treden er bij het gebruik van oxprenolol meer centraal zenuwstelsel-gerelateerde bijeffecten op dan bij het gebruik van hydrofiele stoffen als atenolol, sotalol en nadolol. 
Het gebruik van oxprenolol is gecontra-indiceerd bij de aanwezigheid van astma.